# GE Healthcare
GE HealthCare è una divisione di GE Technology Infrastructure che a sua volta è una divisione della General Electric (GE). Dal 4 gennaio 2023 opera sul mercato come società indipendente, a seguito dello spinoff da General Electric.
La divisione HealthCare dà lavoro a 46 000 persone nel mondo e il suo quartier generale è a Little Chalfont, Buckinghamshire, Regno Unito. GE HealthCare è stato il primo segmento di business di General Electric ad avere il quartier generale al di fuori degli Stati Uniti. Nel 2004, appena prima di completare l'acquisizione da 9 miliardi di dollari della Amersham plc, la GE Medical Systems fu rinominata GE Healthcare. A seguito dello spinoff, il logo e il nome sono stati modificati aggiungendo la C maiuscola, quindi GE HealthCare.

## Dirigenza
- Presidente e CEO: Peter Arduini
  - Vice President - Chief Financial Officer Helmut Zodl
  - President & CEO, Healthcare Imaging Jan Makela
  - President & CEO, Pharmaceutical Diagnostics Kevin O'Neill
  - President & CEO - Ultrasound Roland Rott
  - Head of Global Supply Chain and Service Kenneth Stacherski

## Concorrenti principali
I principali concorrenti di GE HelthCare sono:
- Hitachi Medical Systems
- Philips Healthcare
- Siemens Healthcare
- Toshiba Medical Systems

## Prodotti
- Tomografo con intelligenza artificiale Airtm Recon DL: tempi di acquisizione dimezzati su tutti i distretti corporei e riduzione del rumore con immagini più nitide e dettagliate.[3]